# West Goshen (Kalifornia)
West Goshen – jednostka osadnicza w Stanach Zjednoczonych, w stanie Kalifornia, w hrabstwie Tulare.